# Jätkäsaari
Jätkäsaari (en suédois : Lappviken) est une île et une section du quartier de Länsisatama. Ruoholahti fait aussi partie du district de Kampinmalmi à Helsinki en Finlande.

## Description

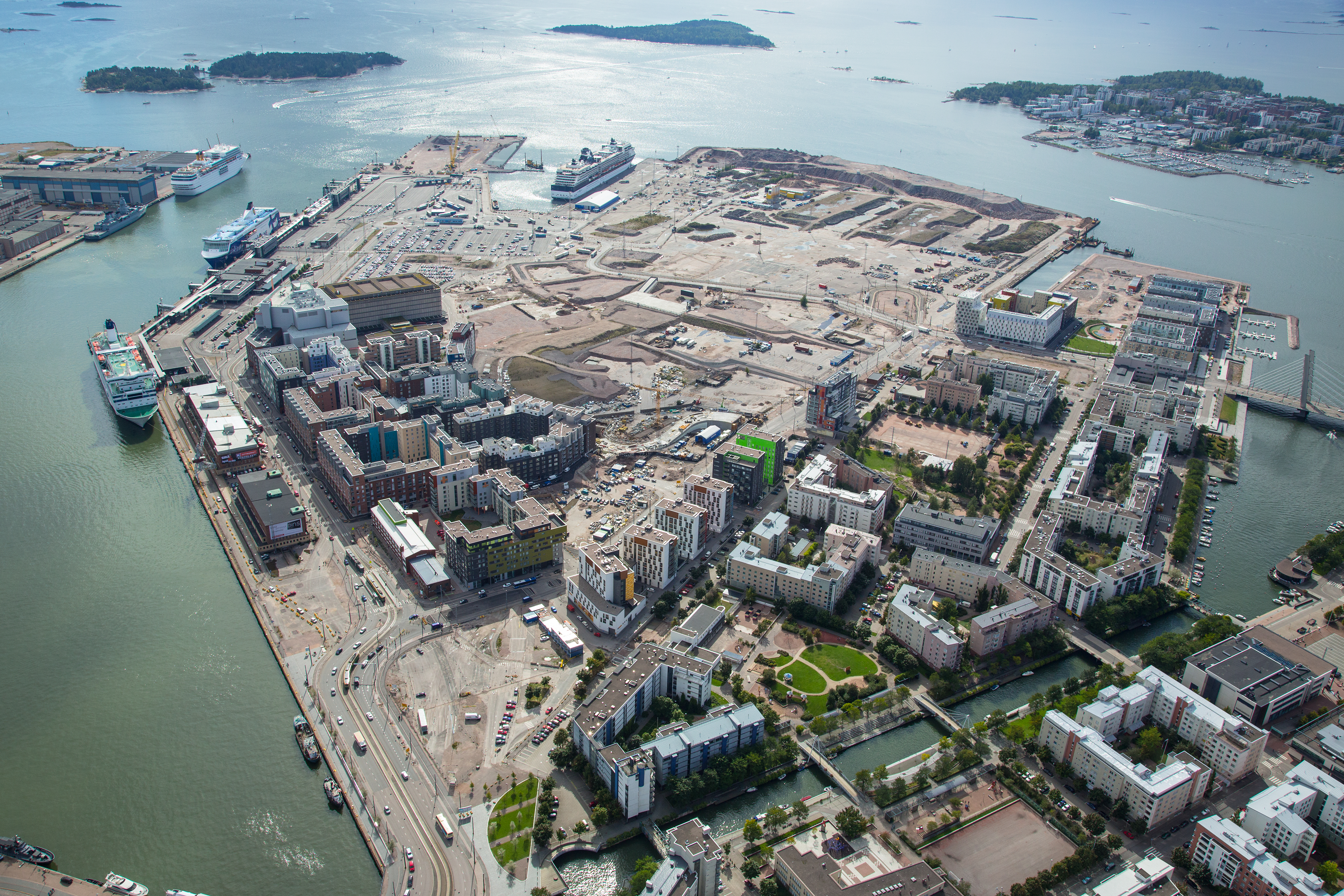
Jätkäsaari en 2014.

Jätkäsaari est une zone qui se composait à l'origine d'une île appelée Jätkäsaari et de deux autres îles (Hietasaari et Saukko), un îlot (Saukonkari).
Les espaces maritimes entre les îles et le continent ont été comblés, créant une péninsule pour abriter les installations portuaires. 
La région est redevenue une île avec la construction du le canal de Ruoholahti, creusé dans les années 1990. 
La plupart des opérations portuaires de marchandises ayant été déplacées vers le nouveau port de Vuosaari, la construction d'un nouveau quartier urbain à usage mixte a commencé fin 2009, après l'achèvement d'un nettoyage des sols contaminés.
Jätkäsaari a une superficie de 0,88 km2, sa population s'élève à 2 239 habitants(1.1.2009) et il offre 1 568 emplois (31.12.2005).
On estime que d'ici 2030, la zone en développement rapide comptera 21 000 habitants et 6 000 emplois.
Situé à Jätkäsaari, le port Ouest d'Helsinki est un port de passagers très fréquenté à partir duquel il y a des liaisons maritimes régulières vers Tallinn et Saint-Pétersbourg.
Dans le passé, Jätkäsaari était un port à conteneurs et une zone industrielle, mais depuis 2010, un nouveau quartier principalement résidentiel a été construit dans la région. Jätkäsaari a été préparé pour la construction en draguant les plages avant de remplir la mer et de nettoyer les terres contaminées.

## Transports
Jätkäsaari est le terminus des lignes de tramway 7 8 9. 
Le prolongement de la ligne 8, qui se terminait auparavant à Salmisaari, via Crusellinsilta jusqu'au Saukonpaasi, a été mis en service début 2012, et le prolongement de la ligne 9 du centre au terminal de l'Ouest en août de la même année. 
Le terminus de la ligne 9 a déménagé à Saukonpaasi en août 2017 après la pose des rails de Välimerenkatu , mais en mai 2021, après l'achèvement du nouveau pont Atlantinsilta, la ligne a été prolongée le long d'Atlantikatu jusqu'au terminal de l'Ouest.
Du côté nord de Jätkäsaari derrière le canal de Ruoholahti se trouve la station de métro Ruoholahti.
|  | uexKBHFa |

|  | uexHST |

|  | uexHST |

|  | utPSLa |

|  | uexHST |

| exTRAM | uexHST |  |

| exTRAM | uexHST |  |

|  | utSTR+GRZq |

|  | uexHST |

|  | uexHST |

| TRAM | uexHST |  |

|  | utABZg+l | utENDEeq |

| TRAM | uexHST |  |

| TRAM | uexHST | TRAIN2 |

| TRAM | uexHST |  |

| TRAM | uexHST | exTRAIN2 |

| TRAM | uexHST |  |

|  | uexHST |

| WASSERq | uhKRZWae | WASSERq |

|  | uexHST |

|  | uexHST |

|  | utSTRe | emENDE |

|  | uBHF | uTUNNEL1 |

|  | uSBRÜCKE | uDST |

|  | uABZgl+l | uSTRr |

|  | utSTRa |

| exTRAM | uexHST |  |

|  | uABZgl+l | uSTR+r |

|  | uexHST | uexSTR |

|  | uexSTR | uexHST |

|  | utSTRe | uSKRZ-G4u |

|  | uhKRZWae | uSTR |

|  | uexHST | uexSTR |

|  | uexSTR | uexHST |

|  | uexHST | uexSTR |

|  | uexSTR | uexHST |

|  | uexKBHFa |

|  | uexHST |

|  | uexHST |

|  | utPSLa |

|  | uexHST |

| exTRAM | uexHST |  |

| exTRAM | uexHST |  |

|  | utSTR+GRZq |

|  | uexHST |

|  | uexHST |

| TRAM | uexHST |  |

|  | utABZg+l | utENDEeq |

| TRAM | uexHST |  |

| TRAM | uexHST | TRAIN2 |

| TRAM | uexHST |  |

| TRAM | uexHST | exTRAIN2 |

| TRAM | uexHST |  |

|  | uexHST |

| WASSERq | uhKRZWae | WASSERq |

|  | uexHST |

|  | uexHST |

|  | utSTRe | emENDE |

|  | uBHF | uTUNNEL1 |

|  | uSBRÜCKE | uDST |

|  | uABZgl+l | uSTRr |

|  | utSTRa |

| exTRAM | uexHST |  |

|  | uABZgl+l | uSTR+r |

|  | uexHST | uexSTR |

|  | uexSTR | uexHST |

|  | utSTRe | uSKRZ-G4u |

|  | uhKRZWae | uSTR |

|  | uexHST | uexSTR |

|  | uexSTR | uexHST |

|  | uexHST | uexSTR |

|  | uexSTR | uexHST |

|  | uexKBHFa |

|  | uexHST |

|  | uexHST |

|  | utPSLa |

|  | uexHST |

| exTRAM | uexHST |  |

| exTRAM | uexHST |  |

|  | utSTR+GRZq |

|  | uexHST |

|  | uexHST |

| TRAM | uexHST |  |

|  | utABZg+l | utENDEeq |

| TRAM | uexHST |  |

| TRAM | uexHST | TRAIN2 |

| TRAM | uexHST |  |

| TRAM | uexHST | exTRAIN2 |

| TRAM | uexHST |  |

|  | uexHST |

| WASSERq | uhKRZWae | WASSERq |

|  | uexHST |

|  | uexHST |

|  | utSTRe | emENDE |

|  | uBHF | uTUNNEL1 |

|  | uSBRÜCKE | uDST |

|  | uABZgl+l | uSTRr |

|  | utSTRa |

| exTRAM | uexHST |  |

|  | uABZgl+l | uSTR+r |

|  | uexHST | uexSTR |

|  | uexSTR | uexHST |

|  | utSTRe | uSKRZ-G4u |

|  | uhKRZWae | uSTR |

|  | uexHST | uexSTR |

|  | uexSTR | uexHST |

|  | uexHST | uexSTR |

|  | uexSTR | uexHST |

|  | uexKBHFa |

|  | uexHST |

|  | uexHST |

|  | utPSLa |

|  | uexHST |

| exTRAM | uexHST |  |

| exTRAM | uexHST |  |

|  | utSTR+GRZq |

|  | uexHST |

|  | uexHST |

| TRAM | uexHST |  |

|  | utABZg+l | utENDEeq |

| TRAM | uexHST |  |

| TRAM | uexHST | TRAIN2 |

| TRAM | uexHST |  |

| TRAM | uexHST | exTRAIN2 |

| TRAM | uexHST |  |

|  | uexHST |

| WASSERq | uhKRZWae | WASSERq |

|  | uexHST |

|  | uexHST |

|  | utSTRe | emENDE |

|  | uBHF | uTUNNEL1 |

|  | uSBRÜCKE | uDST |

|  | uABZgl+l | uSTRr |

|  | utSTRa |

| exTRAM | uexHST |  |

|  | uABZgl+l | uSTR+r |

|  | uexHST | uexSTR |

|  | uexSTR | uexHST |

|  | utSTRe | uSKRZ-G4u |

|  | uhKRZWae | uSTR |

|  | uexHST | uexSTR |

|  | uexSTR | uexHST |

|  | uexHST | uexSTR |

|  | uexSTR | uexHST |

Le pont Rokkiporkkana enjambe Välimerenkatu et relie Hyväntoivonpuisto à Selkämerenpuisto, permettant une circulation douce entre les blocs résidentiels de Jätkäsaari et la station de métro Ruoholahti.

## Zone portuaire

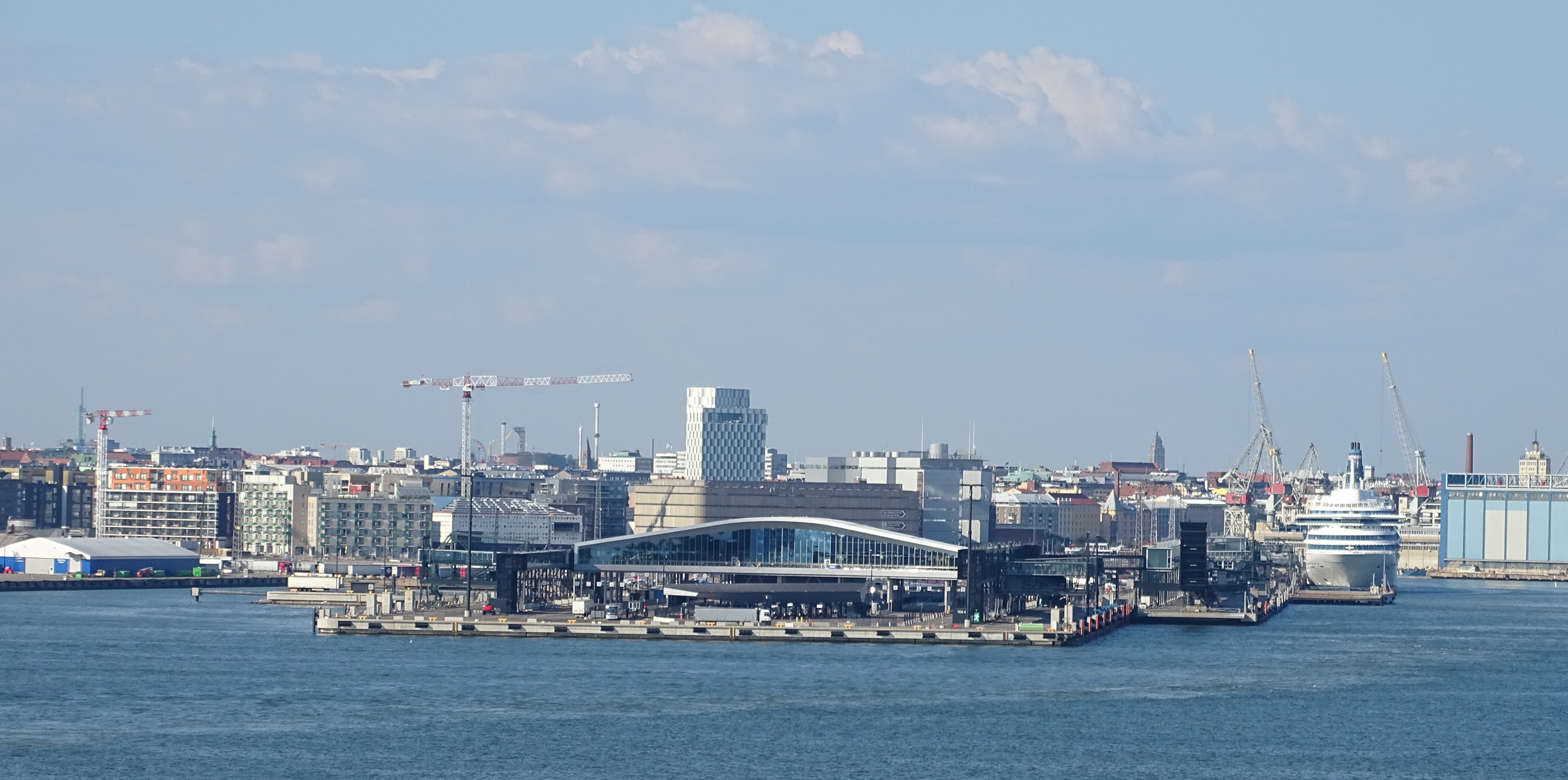
Le port Ouest.
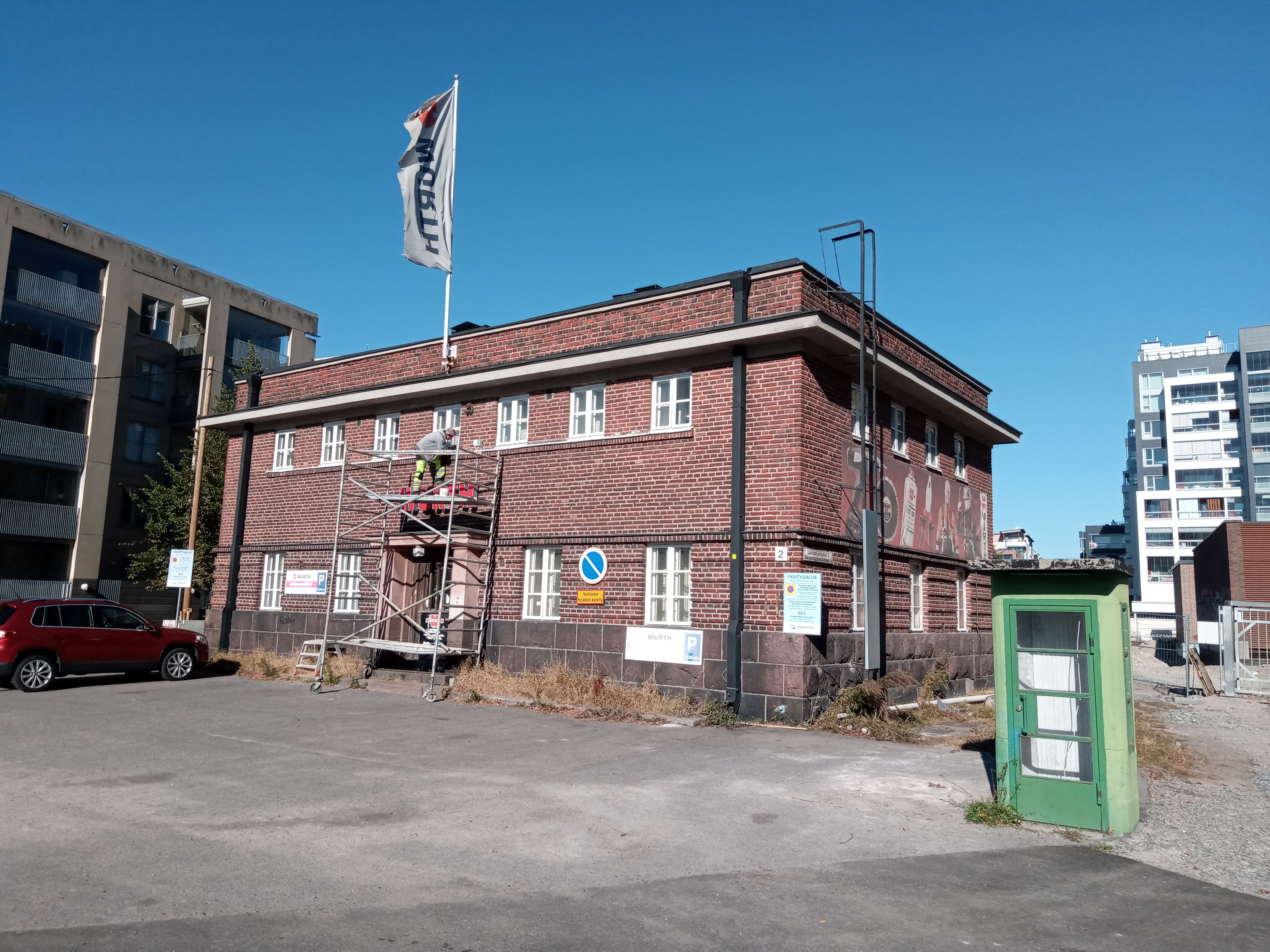
Bâtiment de direction du port[3].
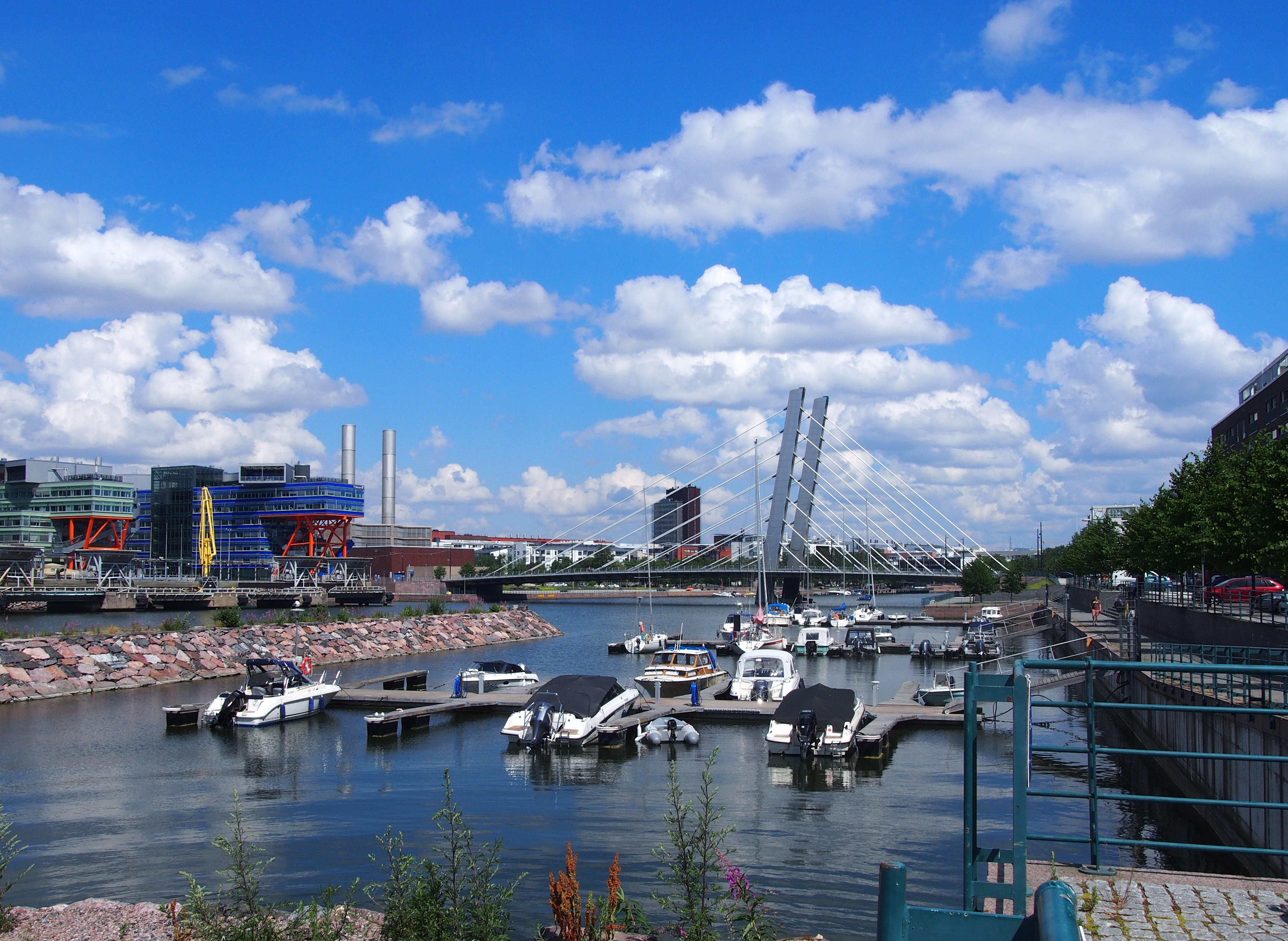
Marina de Jätkäsaari.
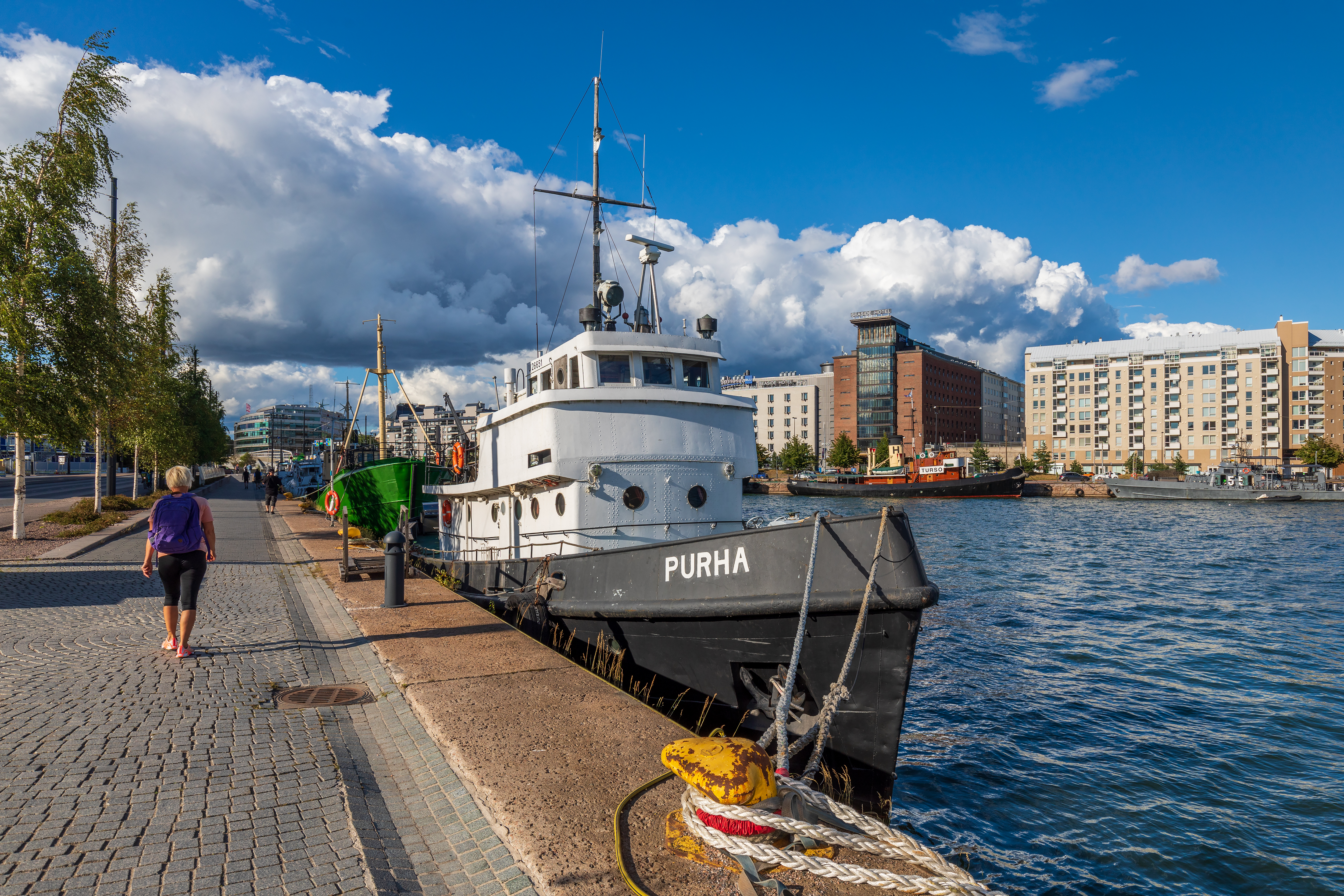
Purha.

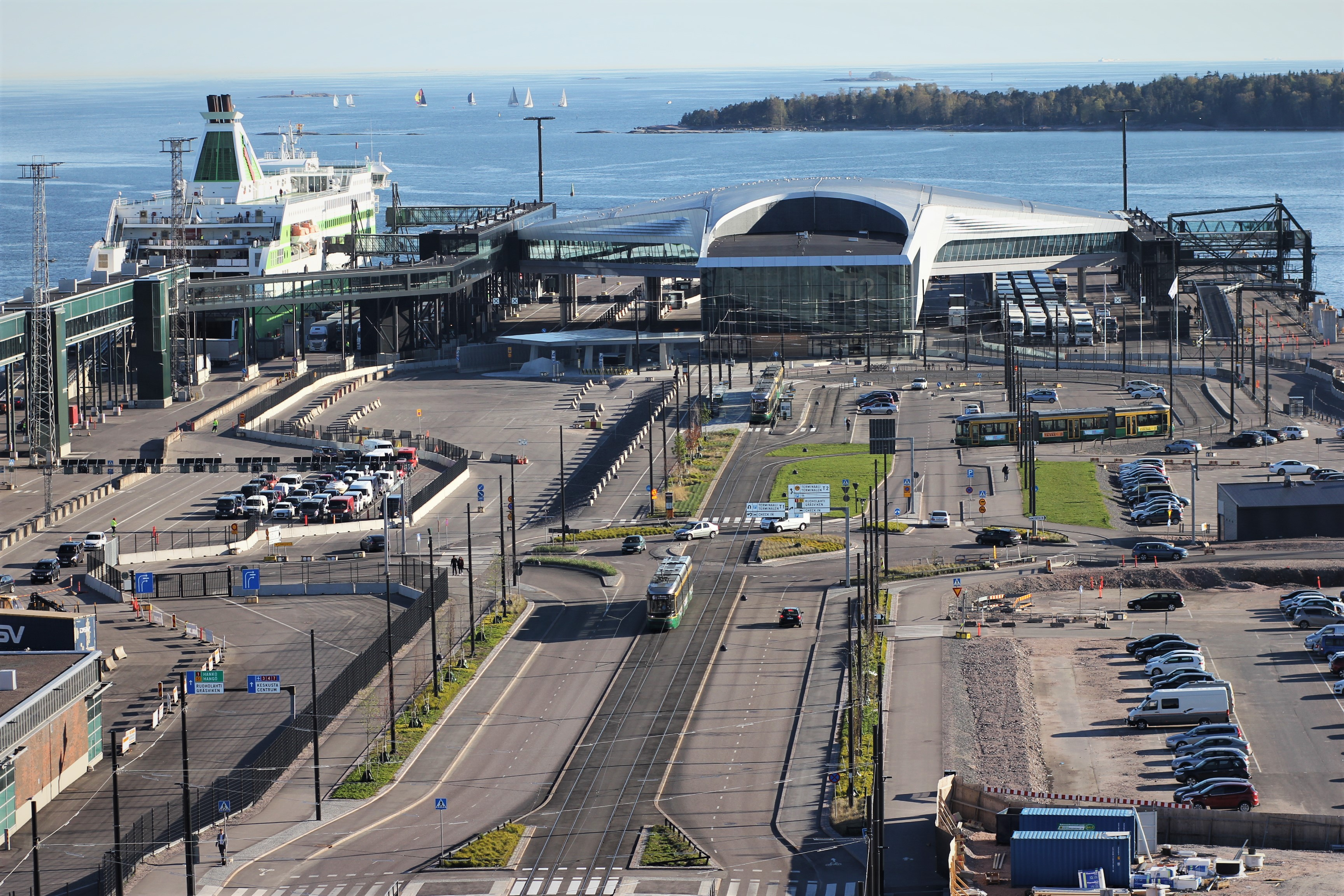
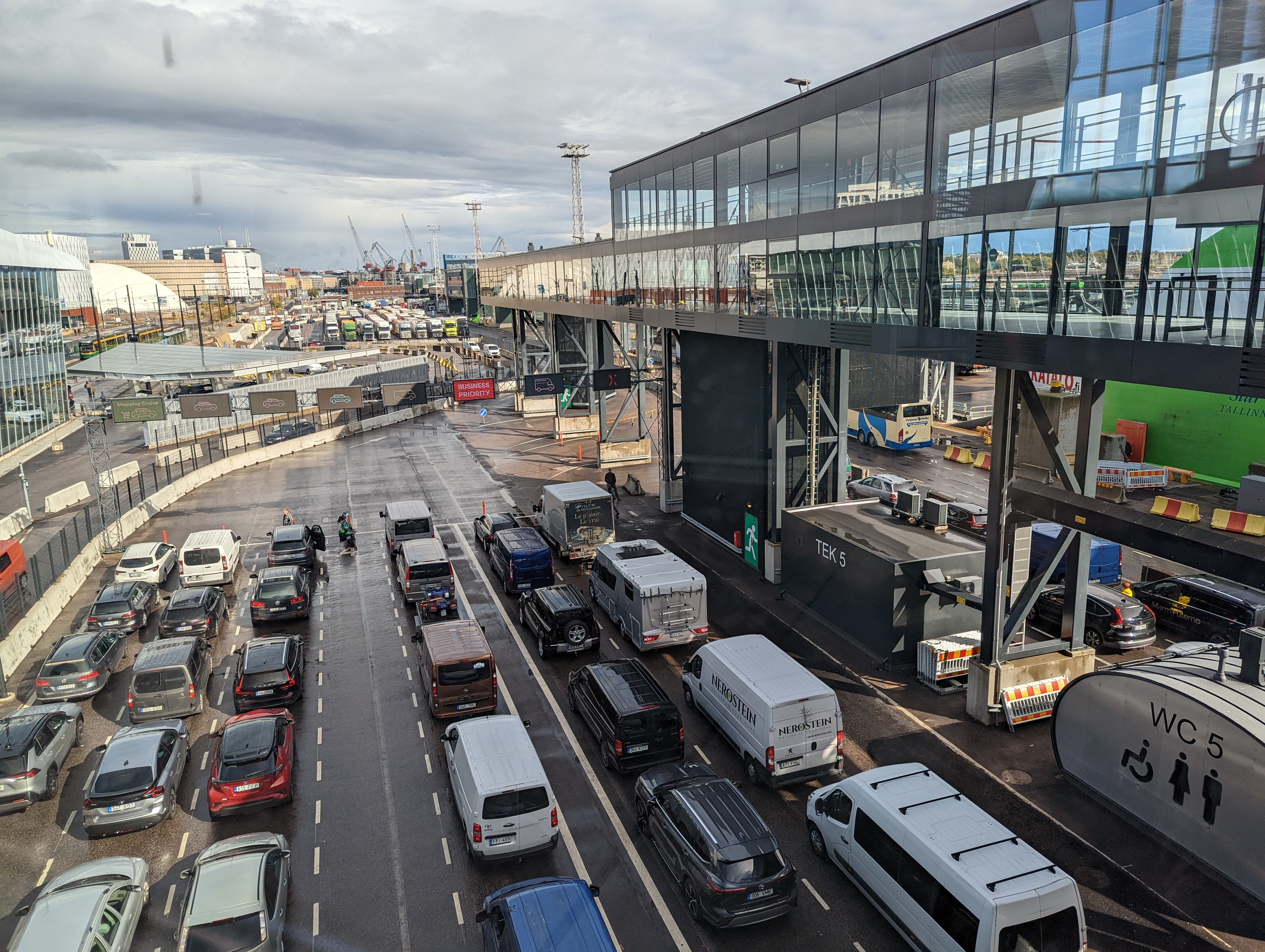
Terminal 2 du port Ouest.
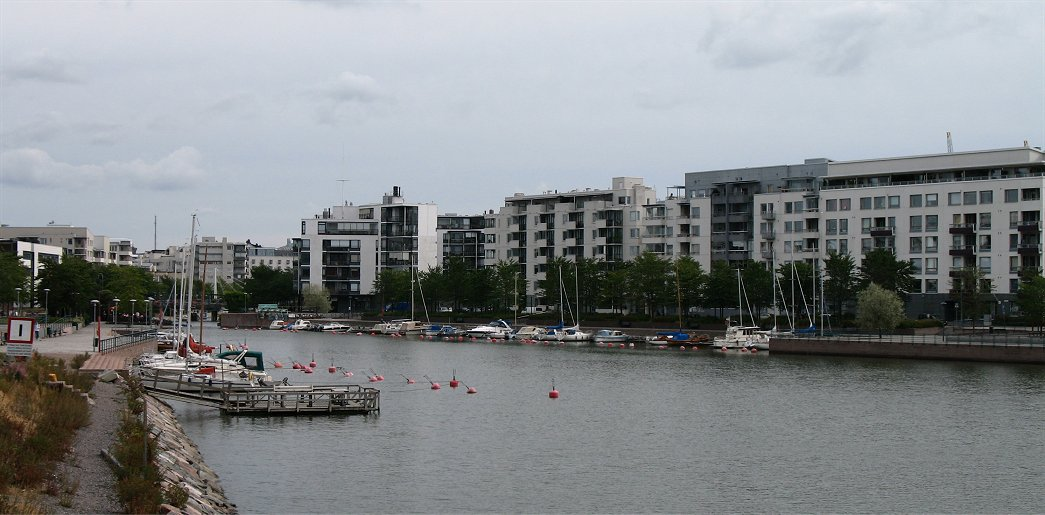
Le canal de Ruoholahti et Jätkäsaari à droite.
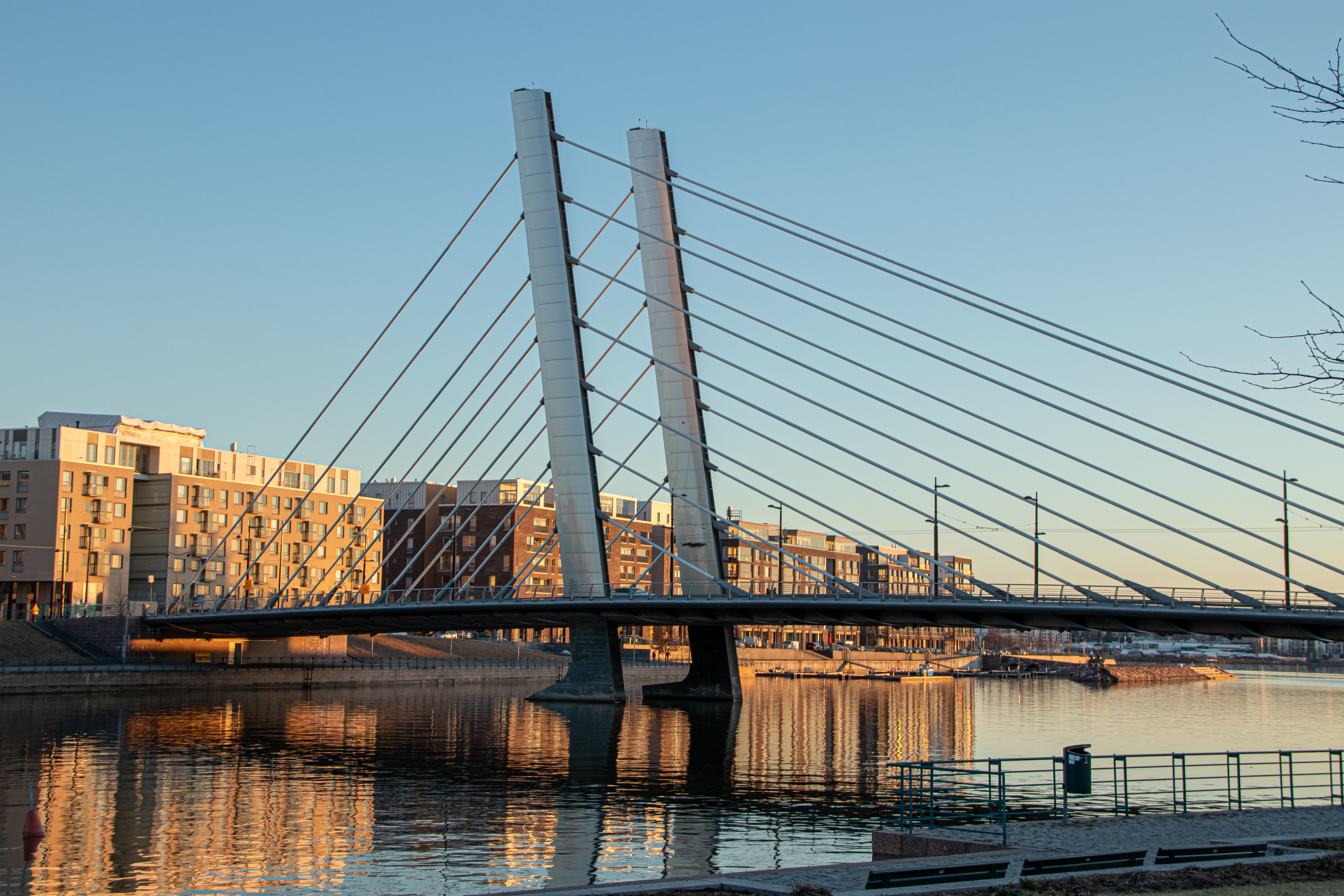
Pont de Crusell.

## Zone résidentielle

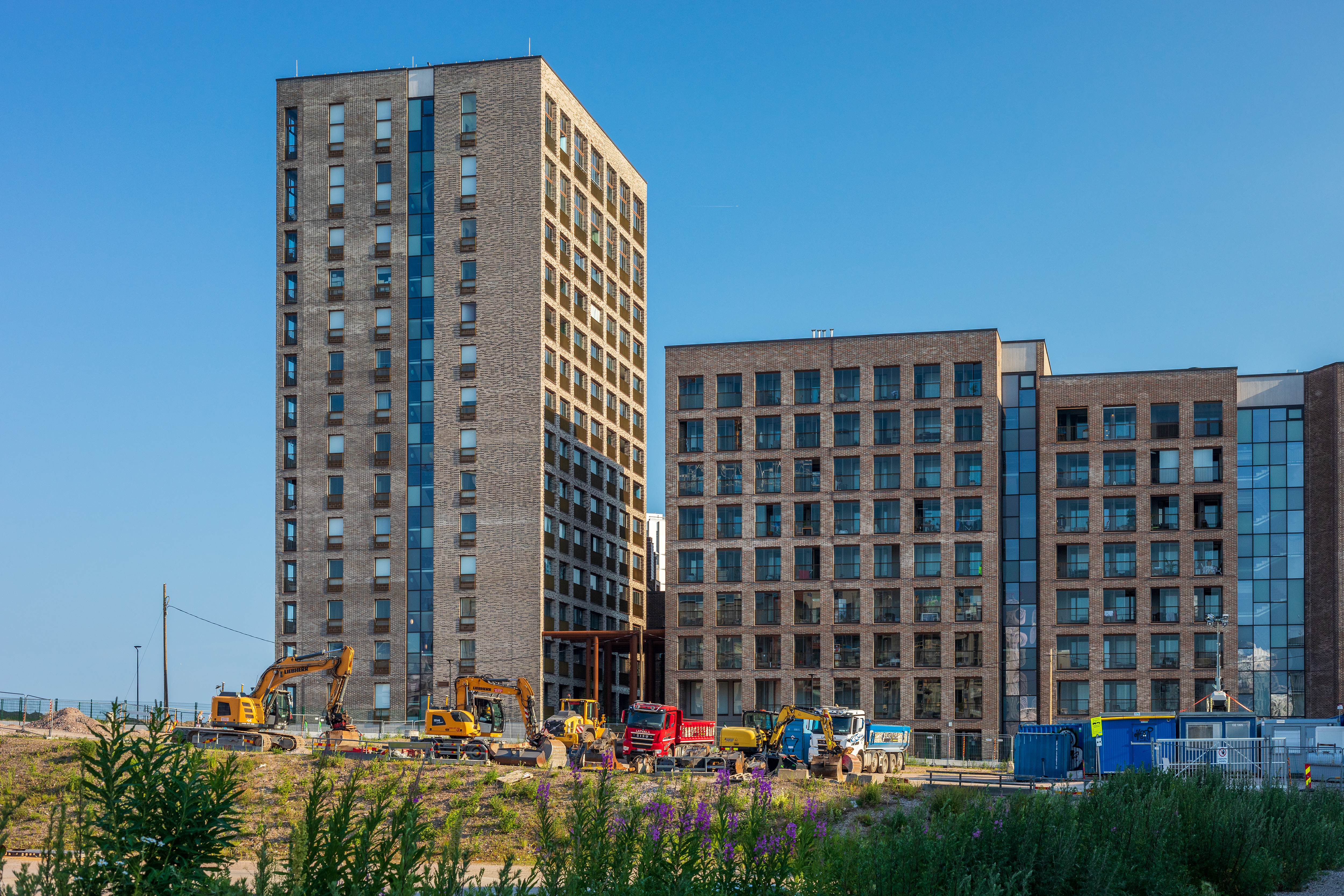
Bâtiments d'Atlantinkatu.
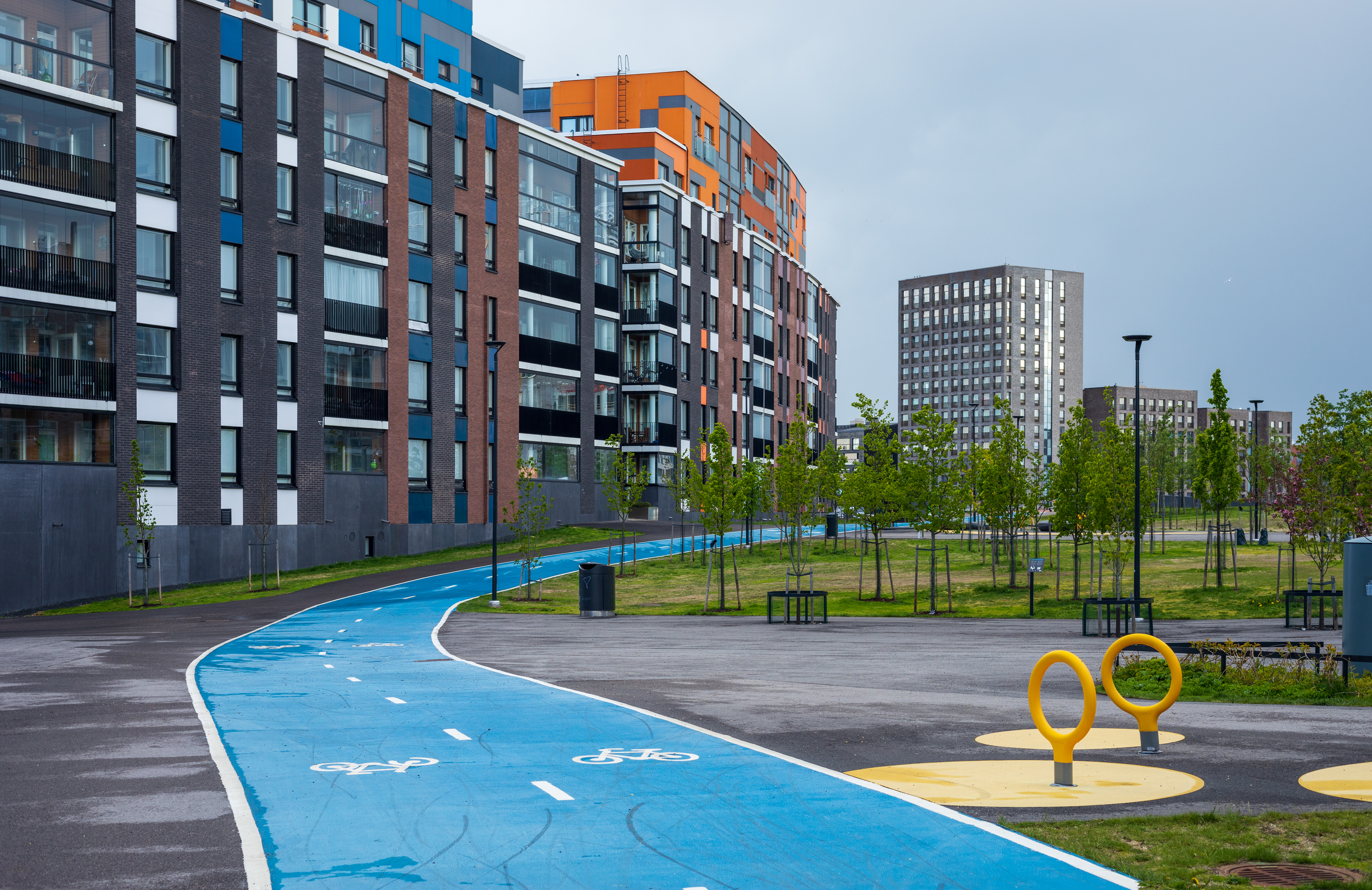
Hyväntoivonpuisto.
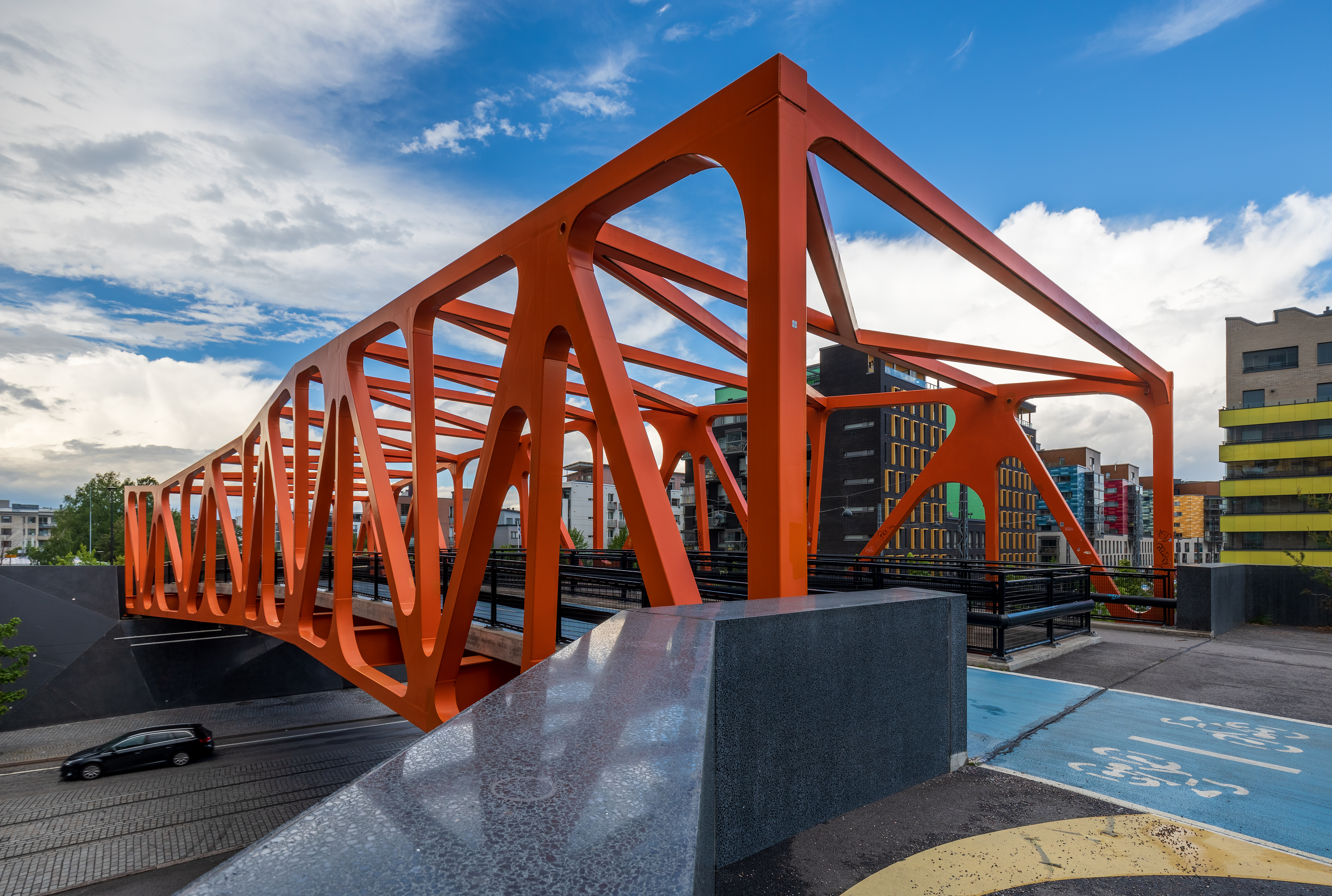
Rokkiporkkana.
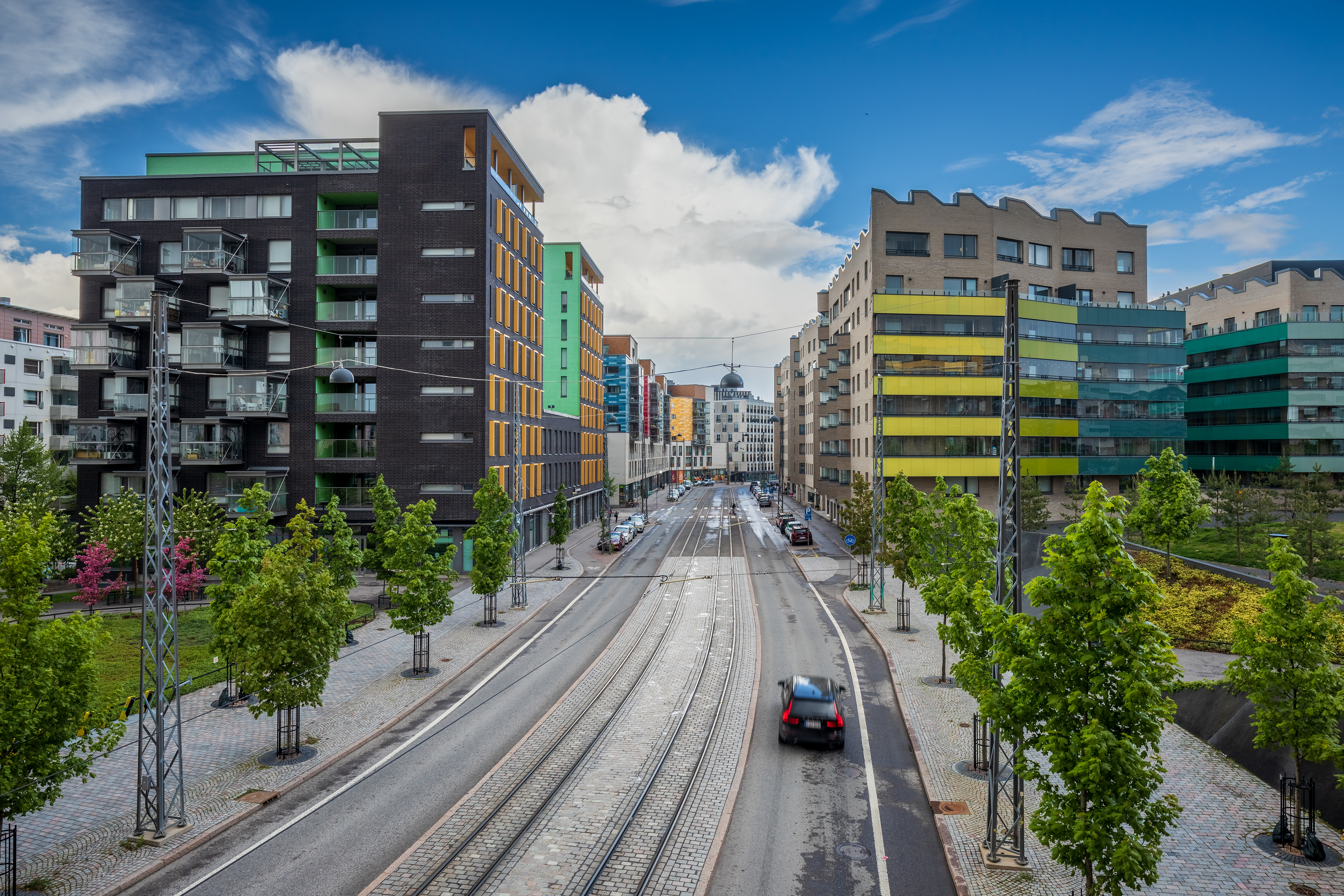
Rue Välimerenkatu.
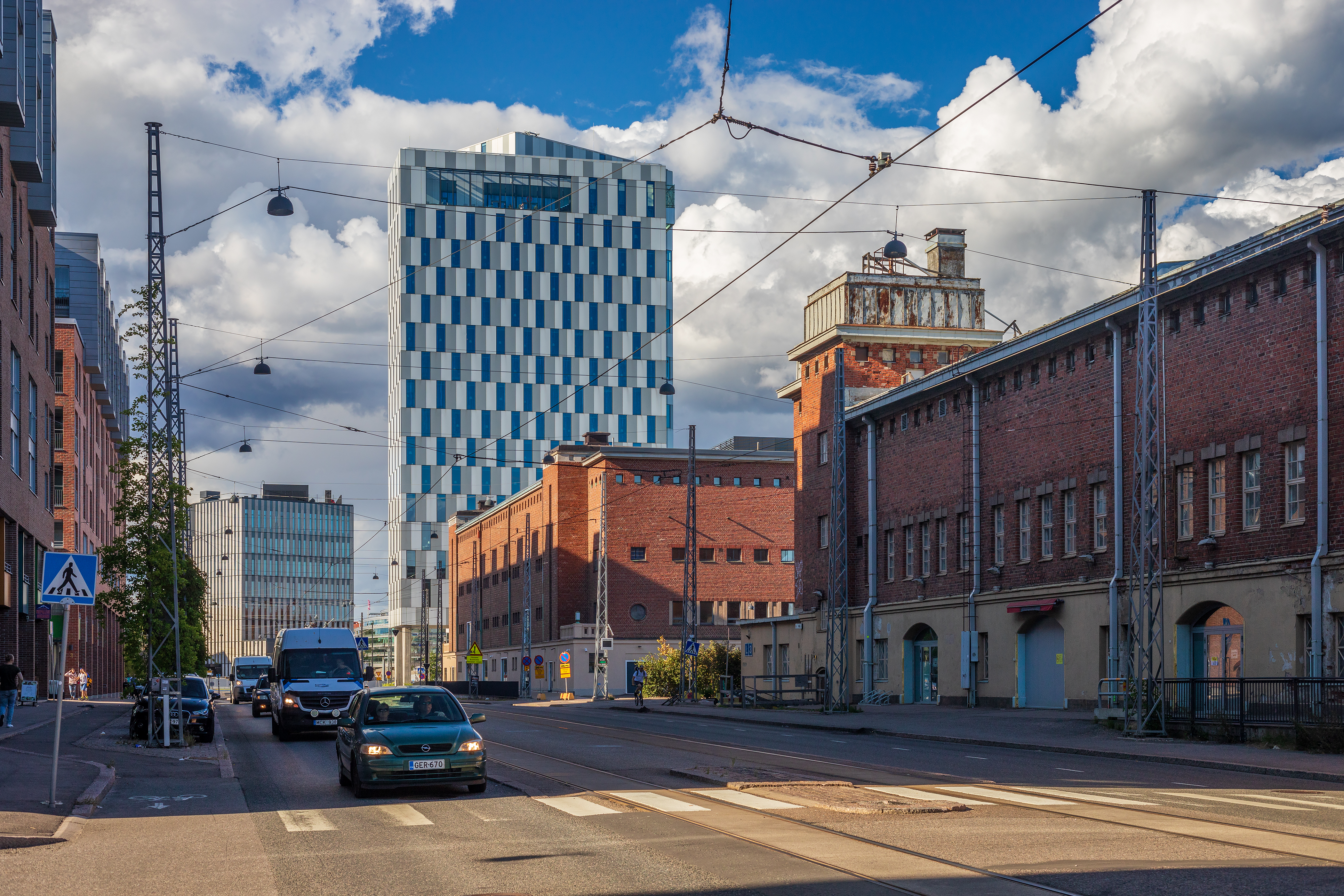
Rue Tyynenmerenkatu et l'hôtel Clarion.
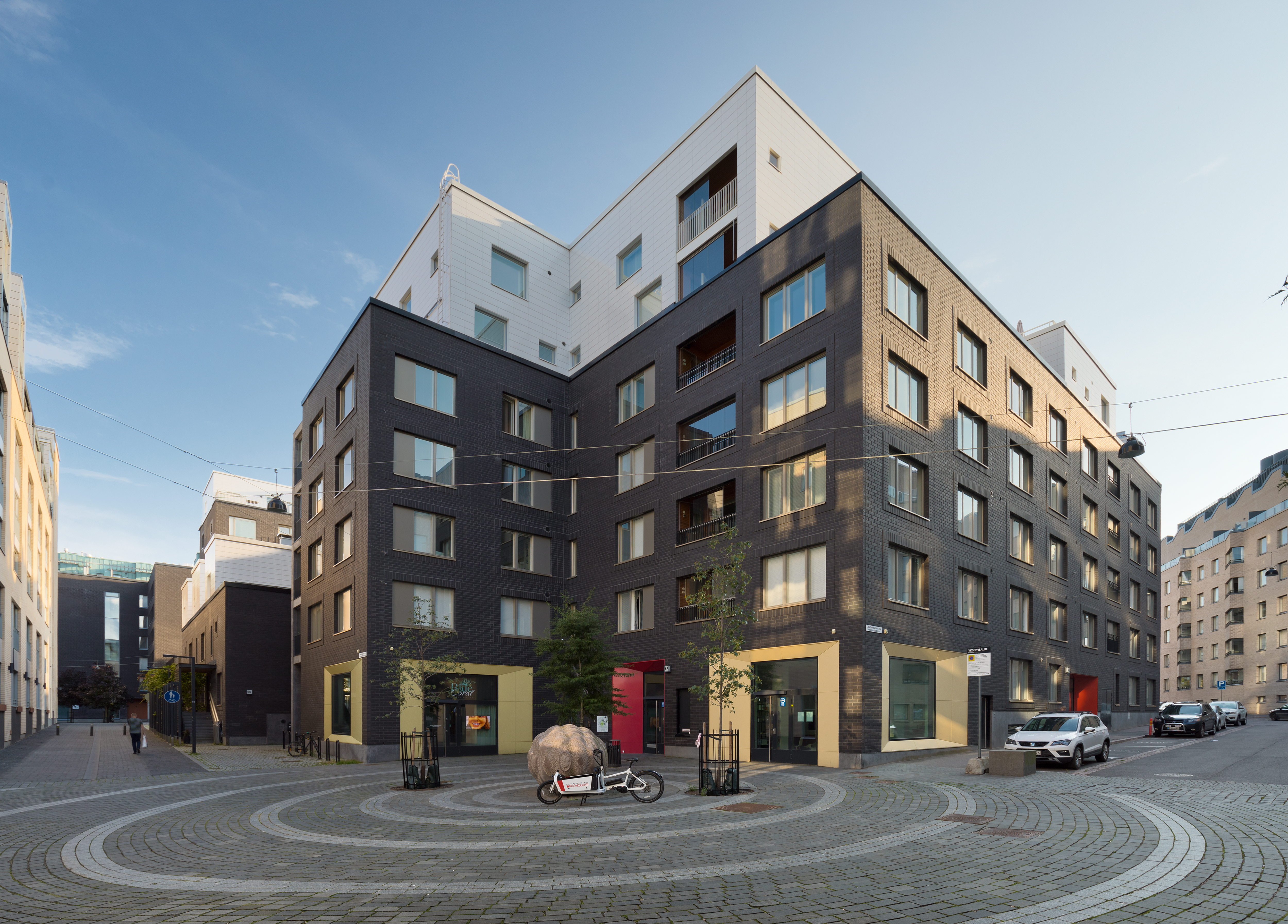
Rue Juutinraumankatu.